# Вадачкория, Валерий Ивлианович
Валерий Ивлианович Вадачкория — советский хозяйственный, государственный и политический деятель.

## Биография
Родился в 1919 году. Член КПСС с 1944 года.
С 1942 года — на хозяйственной, общественной и политической работе. В 1942—1983 гг. — мастер, начальник цеха, заместитель главного
технолога Тбилисского авиационного завода, директор Кутаисского машиностроительного завода, второй секретарь Кутаисского горкома партии, председатель
Кутаисского горисполкома, заместитель Министра местной промышленности, начальник управления Совнархоза Грузинской ССР, заведующий отделом ЦК КП Грузии, Министр пищевой промышленности Грузинской ССР, заместитель Председателя Совета Министров Грузинской ССР.
Избирался депутатом Верховного Совета Грузинской ССР 7-10-го созывов.
Делегат XXIII съезда КПСС.
Жил в Грузии.